# Leciñena
Leciñena est une commune d’Espagne, dans la province de Saragosse, communauté autonome d'Aragon comarque de Monegros.